# Channa
Channa eller Channah är ett hebreiskt kvinnonamn med betydelsen behag eller nåd. Namnet har gett upphov till Hanna, Anna och därmed besläktade namn.
Den 31 december 2014 fanns det totalt 71 kvinnor folkbokförda i Sverige med namnet Channa eller Channah, varav 36 bar det som tilltalsnamn.
Namnsdag: saknas

## Personer med namnet Channa eller Channah
- Channa Bankier, svensk konstnär